# VALIS

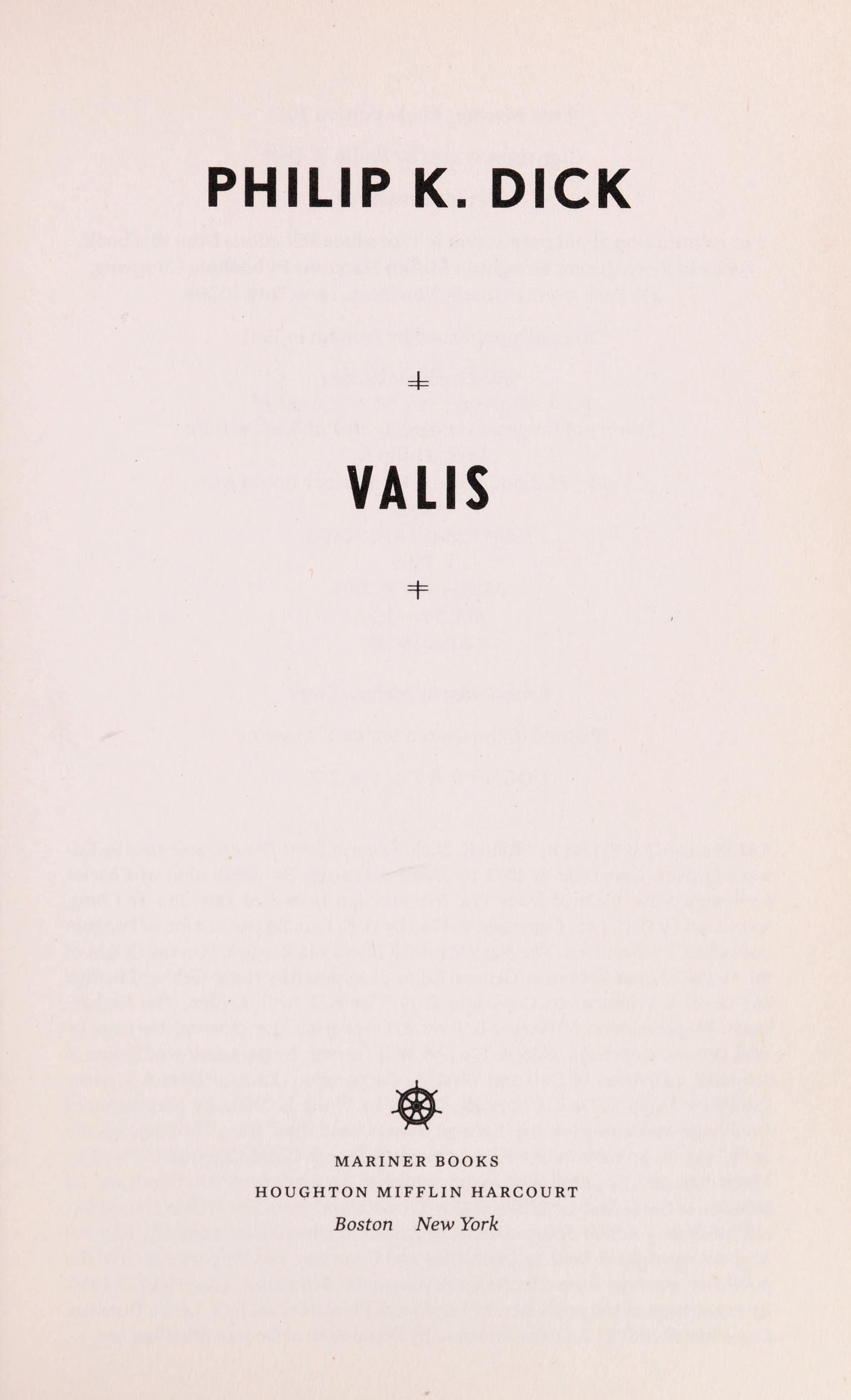
Valis

VALIS is een roman van de Amerikaanse auteur Philip K. Dick. Het boek verscheen in 1981, een jaar voor Dick overleed en maakt deel uit van een trilogie waarvan het laatste boek niet door hemzelf is afgemaakt. VALIS is autobiografische fictie. Dick beschrijft de visioenen die hij echt had en die voor hem een religieus karakter hadden. Hij voert discussies met de protagonist Horselover Fat en levert hem kritiek, hoewel hij al vroeg in het boek stelt dat hij en Horselover één en dezelfde persoon zijn.